# Tondo Taddei
Tondo Taddei – marmurowa płaskorzeźba autorstwa Michała Anioła o wymiarach 109 × 109 cm, wykonana między 1504 a ok. 1506 r., obecnie znajdująca się w zbiorach Royal Academy w Londynie.

## Historia
Zgodnie z relacją Giorgia Vasariego powstanie tonda należy umiejscowić bezpośrednio po wykonaniu przez Buonarrotiego Dawida, kiedy rzeźbiarz zdecydował się na wykonanie kilku zleceń prywatnych. Tondo Taddei zostało wykonane dla Taddea Taddeia do pałacu zleceniodawcy przy via de’ Ginori we Florencji. Dzieło znajdowało się w kolekcji Wicar w Rzymie, po czym zostało nabyte przez Sir George’a Beaumonta w 1823 roku i przewiezione do Londynu.
Autorstwo rzeźby zostało kilkakrotnie zakwestionowane; przypisywano całość lub części pomocnikowi Buonarrotiego (Wittkower, The Burlington magazine (1943)) lub naśladowcy (Tolnay (1943) i Arslan (1943-1944)), jednakże stanowiska kwestionujące są w zdecydowanej mniejszości.

## Opis i styl
Tak jak w przypadku Tondo Pitti przez niektórych uznawanego za nieco wcześniejsze, zdaniem innych nieco późniejszego, postaciami przedstawionymi są Maria, dzieciątko Jezus i mały św. Jan. W tym przypadku kompozycja opiera się na geście św. Jana, który wskazując na szczygła, symbolizującego Mękę i znajdującego się w centrum kompozycji, wywołuje u Jezusa strach; wystraszone dzieciątko szuka schronienia w ramionach matki spokojnie obserwującej zabawę dzieci. Scena została zainspirowana realiami codzienności, potraktowanej jako punkt wyjścia do stworzenia dynamicznej całości.
Nie jest całkowicie jednoznaczna atrybucja tonda, w obu dziełach dostrzega się wpływ leonardowskiego sfumato. Część krytyków zwróciła uwagę na paralelizm między niewygładzonymi konturami związanymi z charakterem dzieła, które zdaje się być nieukończone a sfumato Leonarda, które w czasie powstawania rzeźby cieszyło się ogromną popularnością, po tym jak malarz wystawił karton swojej zaginionej Św. Anny w kościele Santissima Annunziata. Przypuszcza się, że Michał Anioł mógł być pod silnym wrażeniem, jakie wywarły na nim ruchy duszy związane z realizacjami malarskimi da Vinci i poszukiwał sposobu na silniejsze powiązanie elementów kompozycyjnych w strukturze plastycznej rzeźby, zarówno na poziomie postaci, jak i powierzchni dzieła poprzez próbę imitacji owego atmosferycznego czynnika spajającego, typowego dla Leonarda. Zwłaszcza Jezus z ramionami wyciągniętymi do przodu przypomina pozę dzieciątka z obrazu da Vinci Święta Anna Samotrzeć. Postać dziecka ujęta z boku wypełnia wszerz niemal całą przestrzeń dolnej części rzeźby i zwinnie wpada w ramiona matki.
Część historyków odrzuca jednak wpływ sztuki Leonarda na dzieło i ocenia ewolucję dzieł Michała Anioła jako zmierzającą w całkiem odmiennym niż Leonardo kierunku, a swoją opinię grupa ta udowadnia na przykładzie Tondo Doni.